# Бохонко Іван Іванович
Бохонко Іван Іванович (* 6 липня 1956, м. Сокільники Львівської обл, Українська РСР) — генерал-лейтенант авіації, морський льотчик. Герой Росії (1995).

## Життєпис
Народився в 1956 в м. Сокільники Львівської обл. Українець.
У Збройних Силах СРСРС з 1973. У 1977 закінчив Чернігівське вище авіаційне училище.
В 1988 поступив до Військово- морській академії з посади заступника командира з льотної підготовки корабельного штурмового авіаційного полку 33 Центру бойового застосування і перенавчання льотного складу морської авіації імені Е. Н. Преображенського.
Після закінчення академії в 1991 призначений командиром 279-го окремого корабельного штурмового авіаційного полку ВПС Північного флоту.
Указом Президента РФ від 17 серпня 1995 полковнику І. І. Бохонко за мужність і героїзм, проявлені при випробуванні, доведенню та освоєнні нової авіаційної техніки, присвоєно звання Герой Російської Федерації.
З 1997 — інспектор з корабельної авіації у ВПС Військово-морського флоту, потім — начальник штабу — перший заступник начальника ВПС і ППО Тихоокеанського флоту.
Указом Президента РФ № 1540 від 12 грудня 2004 генерал-майору І. І. Бохонко присвоєно звання генерал-лейтенант.
В останні роки служби генерал-лейтенант авіації І. І. Бохонко був начальником ВПС і ППО Тихоокеанського флоту.
В даний час — в запасі. Живе в Москві, працює в науково-дослідному інституті.